# Міністерство вищої освіти та науки Данії
Міністерство вищої освіти і науки Данії (дан. Uddannelses- og Forskningsministeriet) — центральний орган виконавчої влади Данії, який відповідає за науково-дослідні установи, інновації та вищу освіту. У віданні міністерства перебувають університети, в тому числі технічні, університетські коледжі, заклади прикладних наук, наукові парки, галузеві дослідні інститути, дослідницькі центри та данські інститути за кордоном.
Міністерство також відоме під назвами «Міністерство науки, інновацій та вищої освіти», «Міністерство науки, технологій та інновацій Данії», «Міністерство науки», «Міністерство досліджень» і «Міністерство досліджень і технологій».
Його основна мета полягає у сприянні та координації взаємодії між промисловістю та торгівлею, науково-дослідними й освітніми центрами, а також у зміцненні промислової та дослідницької політики.

## Історія
Міністерство було створено в уряді Поуля Нюрупа Расмуссена у січні 1993 року під назвою Міністерство досліджень і технологій, але вже в 1994 році змінило назву на Міністерство (наукових) досліджень. 2000 року назву знову змінили — цього разу на Міністерство ІТ та наукових досліджень. У 2001 році відомство ще раз перейменували — тепер на Міністерство науки, технологій та розробок (часто просто Міністерство науки). 2001 року його коло відповідальності поширилося і на університети, прикладних дослідників, технології та інноваційну політику. 2011 року назву було змінено на Міністерство досліджень, інновацій та вищої освіти, водночас передавши йому різні питання, пов'язані з вищою, мистецькою та морською освітою. 2014 року міністерство дістало свою поточну назву.
Станом на 1 жовтня 2020 року міністерство складається з секретаріату та Управління з питань освіти і досліджень. Міністерству підвідомча також низка правлінь.
Міністром із 15 грудня 2022 року є Крістіна Егелунд.